# Lijst van administratieve eenheden in Kon Tum
Deze lijst bevat een overzicht van administratieve eenheden in Kon Tum (Vietnam).
De provincie Kon Tum ligt in het midden van Vietnam, aan de grens met Cambodja en Laos. De oppervlakte van de provincie bedraagt 9690,5 km² en Kon Tum telt ruim 389.900 inwoners. Kon Tum is onderverdeeld in één stad en acht huyện.

## Stad

### Thành phốKon Tum
- Phường Duy Tân
- Phường Lê Lợi
- Phường Ngô Mây
- Phường Nguyễn Trãi
- Phường Quang Trung
- Phường Quyết Thắng
- Phường Thắng Lợi
- Phường Thống Nhất
- Phường Trần Hưng Đạo
- Phường Trường Chinh
- Xã Chư Hreng
- Xã Đắk Blà
- Xã Đắk Cấm
- Xã Dak Năng
- Xã Đắk Rơ Va
- Xã Đoàn Kết
- Xã Hòa Bình
- Xã Ia Chim
- Xã Kroong
- Xã Ngọk Bay
- Xã Vinh Quang

## Huyện

### Huyện Đắk Glei
- Thị trấn Đắk Glei
- Xã Đắk Choong
- Xã Đắk K Rong
- Xã Đắk Long
- Xã Đắk Man
- Xã Đắk Môn
- Xã Đắk Nhoong
- Xã Đắk Pék
- Xã Đăk Plô
- Xã Mường Hoong
- Xã Ngọk Linh
- Xã Xốp

### Huyện Đắk Hà
- Thị trấn Đắk Hà
- Xã Đắk Mar
- Xã Đắk H Ring
- Xã Đắk La
- Xã Đắk PXi
- Xã Đắk Ui
- Xã Hà Mòn
- Xã Ngọk Reo
- Xã Ngọk Wang

### Huyện Đắk Tô
- Thị trấn Đắk Tô
- Xã Đắk Rơ Nga
- Xã Đắk Trăm
- Xã Diên Bình
- Xã Kon Đào
- Xã Ngọk Tụ
- Xã Pô Kô
- Xã Tân Cảnh
- Xã Văn Lem

### Huyện Kon Plông
- Xã Đắk Long
- Xã Đắk Nên
- Xã Đắk Ring
- Xã Đắk Tăng
- Xã Hiếu
- Xã Măng Bút
- Xã Măng Cành
- Xã Ngọk Tem
- Xã Pờ Ê

### Huyện Kon Rẫy
- Thị trấn Đắk Rve
- Xã Đắk Kôi
- Xã Đắk Pne
- Xã Đắk Ruồng
- Xã Đắk Tơ Lung
- Xã Đắk Tờ Re
- Xã Tân Lập

### Huyện Ngọc Hồi
- Thị trấn Plei Cần
- Xã Đắk Ang
- Xã Đắk Dục
- Xã Đắk Kan
- Xã Đắk Nông
- Xã Đắk Xú
- Xã Pờ Y
- Xã Sa Loong

### Huyện Sa Thầy
- Thị trấn Sa Thầy
- Xã Hơ Moong
- Xã Mô Rai
- Xã Rơ Kơi
- Xã Sa Bình
- Xã Sa Nghĩa
- Xã Sa Nhơn
- Xã Sa Sơn
- Xã Ya Ly
- Xã Ya Xiêr
- Xã YaTăng

### Huyện Tu Mơ Rông
- Thị trấn Tu Mơ Rông
- Xã Đắk Hà
- Xã Đắk Na
- Xã Đắk Rơ Ông
- Xã Đắk Sao
- Xã Đắk Tờ Kan
- Xã Măng Ri
- Xã Ngọk Lây
- Xã Ngọk Yêu
- Xã Tê Xăng
- Xã Văn Xuôi